# Solomon Kverkvelia
Solomon "Saba" Kvirkvelia (Samtredia, 6 de fevereiro de 1992) é um futebolista profissional georgiano que atua como zagueiro.

## Carreira

### Rubin Kazan
Solomon Kverkvelia se profissionalizou no Rubin Kazan, em 2013.

### Lokomotiv Moskva
Solomon Kverkvelia se transferiu para o Lokomotiv Moskva, em 2017.

## Títulos
Lokomotiv Moskva
- Campeonato Russo: 2017–18
- Copa da Rússia: 2016–17